# Myrmeleon (Myrmeleon) hyalinus
Myrmeleon (Myrmeleon) hyalinus is een insect uit de familie van de mierenleeuwen (Myrmeleontidae), die tot de orde netvleugeligen (Neuroptera) behoort. 
Myrmeleon (Myrmeleon) hyalinus is voor het eerst wetenschappelijk beschreven door Olivier in 1811.